# Tsan Iang Chuang
Tsan Iang Chuang (莊燦暘, 1933 - 1994) fue un eminente botánico de China del siglo XX. Inicialmente fue recolector de especímenes, para luego de 1960, una autoridad en la taxonomía de gimnospermas, habiendo identificado y descripto 213 nuevas especies.
Realizó estudios de postgrado en la Universidad de California en Berkeley.

## Algunas de sus publicaciones
- tsan-iang Chuang, lawrence r. Heckard. Seed coat morphology in Cordylanthus (Scrophylariaceae) and its taxonomic signifigance. 8 pp.

- 1967. The scientific writings of Willis Linn Jepson (1867-1946). 12 pp.

### Libros
- tsan-iang Chuang, lawrence r. Heckard. 1986. Systematics and evolution of Cordylanthus (Scrophulariaceae-Pedicularieae). Volumen 10 de Systematic botany monographs. Ed. Am. Soc. of Plant Taxonomists. 105 pp. ISBN 0-912861-10-X

- ------------------------, ----------------------------. Taxonomy of Cordylanthus subgenus Hemistegia (Scrophulariaceae). 24 pp.

- ------------------------, lincoln Constance. 1969. A Systematic Study of Perideridia Umbelliferae-Apioideae. Univ. of California publ. in botany 55. Ed. Los Ángeles, Univ. of California Press, 26 pp.

- ------------------------, ---------------------------. 1969. A Systematic Study of Perideridia (Umbelliferae-Apioideae). Ed. Univ. of California Press, 74 pp.

- tʻang-jui Liu, chuan-ying Chao, tsan-iang Chuang. 1961. Umbelliferae of Taiwan. Ed. Experimental Forest of National Taiwan Univ. 34 pp.

- La abreviatura «T.I.Chuang» se emplea para indicar a Tsan Iang Chuang como autoridad en la descripción y clasificación científica de los vegetales.[1]